# Carbe Theme Songs
Carbe Theme Songs är ett musikalbum av David Carbe, utgivet 2018 av Carbe Musik AB.

## Låtlista
Alla låtar är komponerade av David Carbe.
1. "Carbe Theme" (David Carbe) – 4:11
2. "Let the Game Begin" (David Carbe) – 3:14
3. "One Last Dance" (David Carbe) – 4:02
4. "Dreams of Future" (David Carbe) – 3:29
5. "Forever Longing" (David Carbe) – 3:36
6. "Adventure Ride" (David Carbe) – 3:31
7. "All Those Memories" (David Carbe) – 4:15
8. "A Song of Life" (David Carbe) – 3:24
9. "Heading for the Top" (David Carbe) – 3:04
10. "Sommarkväll i Grebbestad" (David Carbe) – 3:20

## Medverkande
- David Carbe — piano / keyboards
- Johan Walter — gitarr
- Simon Johansson — bas
- Jacob Linde — trummor